# الکساندر سوورف
الکساندر واسیلیویچ سوورف (به روسی: Александр Васильевич Суворов) (۲۴ نوامبر ۱۷۳۰ - ۱۸ مهٔ ۱۸۰۰) نظامی اهل امپراتوری روسیه بود.
سووروف در خانواده ای اصیل از نوگورود به دنیا آمد. برخی از اجداد وی در سال ۱۶۲۲ از سوئد مهاجرت کرده بودند. پدر وی، واسیلی سووروف، یک ارتشی و سناتور سنای حاکم بود.
سووروف در کودکی بیمار بود و پدرش تصور می‌کرد که وی به عنوان یک بزرگسال در خدمات دولتی کار خواهد کرد. با این حال، او خواندن فرانسه، آلمانی، لهستانی و ایتالیایی را آموخت. وی علاقهٔ زیادی به مطالعهٔ کتب چندین نویسنده نظامی از جمله پلوتارک، کوینتوس کورتیوس، کورنلیوس نپوس، ژولیوس سزار و چارلز دوازدهم داشت. او سعی کرد با ورزش‌های سخت و قرار گرفتن در معرض سختی بر بیماری‌های جسمی خود غلبه کند. اما پدرش اصرار داشت که او برای ارتش مناسب نیست. وقتی الکساندر ۱۲ ساله بود، ژنرال گانیبال، که در این محله زندگی می‌کرد، شکایت پدرش از الکساندر را شنید و خواست تا با کودک صحبت کند. گانیبال چنان تحت تأثیر پسر قرار گرفت که پدر را متقاعد کرد تا به او اجازه دهد کار مورد علاقه خود را دنبال کند. سووروف در سال ۱۷۴۸ وارد ارتش شد و به مدت شش سال در هنگ محافظ زندگی سمیونوفسکی خدمت کرد. در این دوره وی تحصیلات خود را با شرکت در کلاسهای نیروهای زمینی ادامه داد. وی اولین تجربه نبرد خود را در جنگ با پروس‌ها در طول جنگ هفت ساله (۱۷۵۶–۱۷۶۳) به دست آورد. سووروف پس از اینکه بارها و بارها لیاقت خود را در جنگ نشان داد، در سال ۱۷۶۲، در حدود ۳۳ سالگی، درجه سرهنگی را دریافت کرد.